# Дело Джо Хорна
Дело Джо Хорна — события 14 ноября 2007 года в городе Пасадина, Техас, США, где местный житель Джо Хорн застрелил двух взломщиков, пытавшихся покинуть вместе с награбленным дом его соседа. Из опубликованной записи разговора Хорна с полицией следовало, что оператор несколько раз требовал от него не вмешиваться в события до прибытия наряда полиции.
Дело вызвало оживлённое обсуждение в прессе по поводу пределов необходимой обороны, законов в рамках американской «доктрины крепости» и других законов Техаса, допускающих причинение смерти злоумышленнику для предотвращения или воспрепятствования преступлению. Аргументы в защиту убитых взломщиков ослаблялись тем фактом, что они были нелегальными иммигрантами. 30 июня 2008 года Джо Хорн был оправдан большим жюри суда присяжных.

## Взлом
61-летний Джо Хорн заметил двух взломщиков, проникших в дом его соседа в городе Пасадина. Он позвонил в службу 911, чтобы вызвать полицию. Разговаривая по телефону с диспетчером, Хорн заявил, что у него есть право использовать стрельбу на поражение для защиты собственности, ссылаясь на Уголовный кодекс Техаса (§§ 9.41, 9.42 и 9.43), оправдывавший её использование. Затем Хорн вышел из дома с ружьём, в то время как диспетчер пытался его отговорить от действий. На плёнке слышно, как Хорн кричит подозреваемым: «Только шелохнитесь, и вы мертвы» (англ. Move, and you're dead) вслед за чем раздаются звуки 3 выстрелов из ружья.. После выстрелов Хорн заявил диспетчеру: «Они вошли во двор и оказались передо мной, у меня не было выбора!»
Полиция сразу же установила личности убитых взломщиков: это были 38-летний Мигель Антонио Де Хесус и 30-летний Диего Ортис, оба проживали в то время в Хьюстоне и имели смешанное африкано-латиноамериканское происхождение. Позже оказалось, что под именем Де Хесуса скрывался Эрнандо Риаскос Торрес. Они пытались вынести из дома пакет, в котором было обнаружено более 2000 долларов наличности и драгоценности, украденные в доме. Оба уже имели серию судимостей в Колумбии, позднее нелегально проникли в США, где принадлежали к организованной преступной группировке взломщиков в Хьюстоне. Полиция обнаружила у Ортиса пуэрто-риканское удостоверение личности, а у Торреса — 3 удостоверения из Колумбии, Пуэрто-Рико и Доминиканской республики. Ранее он отбыл тюремный срок за продажу кокаина и уже депортировался из США в 1999 году.
В ответ на вызов службы 911 ещё до выстрелов на место прибыл полицейский детектив в гражданской одежде, который наблюдал за конфликтом и выстрелами, не выходя из своей машины. В его отчёте об инциденте указывалось, что огонь по убитым был открыт «в спину». Капитан полиции А. Х. Корбетт отметил, что оба проигнорировали требование Хорна остановиться, а один из подозреваемых побежал в сторону Хорна, после чего свернул в сторону от него и получил пулю в спину. Медицинское заключение не содержало фразы о том, что выстрелы были в спину. Полиция Пасадены подтвердила, что оба были убиты после того, как они прорвались во двор перед домом Хорна. Детектив не арестовал Хорна.
После инцидента афроамериканский активист Квонел Экс и лидер «Новых чёрных пантер», изгнанный ранее за радикализм из организации «Нация ислама» Л. Фаррахана, организовал акции протеста. В ответ местное население организовало встречные акции в поддержку Хорна, вынудившие сторонников «Новых чёрных пантер» ретироваться.

## Запись переговоров со службой 911
Одним из важных доказательств по делу была запись разговора Джо Хорна со службой 911. Ниже представлен фрагмент разговора:
Джо Хорн: «У меня есть ружьё; хотите, чтобы я их остановил?»

Оператор: «Нет. Не делайте этого. Никакая собственность не стоит того, чтобы ради неё стреляли, понятно?»

Джо Хорн: «Так поторопитесь! Вы поймаете этих людей? Ведь я вовсе не собираюсь дать им так просто уйти.»

Затем Хорн сказал, что возьмёт своё ружьё.

Оператор: «Нет, нет».

Джо Хорн: «Я не собираюсь испытывать судьбу, убьют меня или нет, ясно? Я буду стрелять».

Оператор сказал ему, чтобы тот не выходил с ружьём, поскольку полицейские вот-вот приедут.

Джо Хорн: «Ладно. Но я имею право на самозащиту, сэр. В нашей стране с 1 сентября изменили закон, как вам известно».

Оператор: «Тогда вас пристрелят».

Джо Хорн: «Хотите поспорить? Это я их пристрелю. (через некоторое время) Ну вот, приятель. Ты слышишь, как щёлкает затвор, и я готов. (затем кричит) Только двиньтесь, и вы мертвы!» (следуют два выстрела, за ними ещё один).

«У меня не было выбора», сказал Хорн, вернувшись на связь с диспетчером. «Они прорвались во двор перед моим домом, приятель».
Разговор со службой 911 прервался примерно через 80 секунд после выстрелов, когда к месту прибыли полицейские.

## Личность Джо Хорна
Джо Хорн родился и жил в Хьюстоне. Был единственным ребёнком в семье. Окончил старшую школу имени Сэма Хьюстона в 1964 году, сразу после чего устроился продавцом в магазин 7-Eleven. Через два года поступил на работу в сферу коммуникаций, где дорос до менеджера отдела компьютерных программ в компании AT&T. Он ушёл на пенсию в 1998 году, проработав в компании AT&T. Позднее в том же году он вместе с дочерью Рондой и её мужем переехал в Кентукки.
У него дома было много оружия, поскольку он увлекался охотой, однако за несколько лет до инцидента он потерял к ней интерес.
После того, как дочь в том же году овдовела, семья вновь вернулась в Хьюстон и Хорн вновь устроился на работу, чтобы дочь могла заняться воспитанием детей. Когда Ронда вновь вышла замуж, они вдвоём с мужем купили дом и пригласили Хорна поселиться в нём. Он согласился и переехал туда в 2003 году. В том же году Хорн окончательно уволился из AT&T.

## Угроза окружному прокурору
Окружному прокурору по телефону поступила анонимная угроза. Звонивший сказал: «Не беспокойся насчёт моего имени. Но тебе лучше сделать вот что: лучше выдвини уголовное обвинение против Джо Хорна и признай его виновным. Ведь если ты этого не сделаешь, кто-то убьёт его на улице, а если он попадёт в тюрьму — до него доберутся и там. Всё просто. Его уже ждут в тюрьме, а мы ждём его снаружи. Мы убьём этого ублюдка. Пока».

## Суд присяжных и реакция на его решение
30 июня 2008 года суд присяжных округа Харрис оправдал Хорна после двухнедельных слушаний.
Афроамериканский активист Квонел Экс заявил, что собирается обсудить этот случай с гражданскими адвокатами, чтобы принять решение о последующих юридических действиях. Более того, он собирался лоббировать среди законодателей вопрос об изменении «доктрины крепости», которая, по его мнению, расово мотивирована.